# Arik Marshall
Arik Marshall (Los Angeles, 13 febbraio 1967) è un chitarrista statunitense.

## Biografia
In origine suonava la chitarra nel gruppo Marshall Law, insieme al fratello Lonnie Marshall. Si unì ai Red Hot Chili Peppers nel 1992, per sostituire John Frusciante, e con loro suonò a Lollapalooza. Marshall apparve anche nell'episodio de I Simpson "Krusty Gets Kancelled", e in alcune scene dei video per "Breaking the Girl" ed "If You Have to Ask".
Lasciò i Chili Peppers nel 1993, sostituito prima da Jesse Tobias e poi da Dave Navarro, a sua volta di nuovo sostituito da John Frusciante nel 1998. Attualmente Arik suona per Macy Gray, e con il fratello Lonnie ha pubblicato un nuovo album dei Marshall Law, prodotto dal chitarrista dei Pearl Jam Stone Gossard.
Nel corso degli anni ha pubblicato anche alcuni album da solista e ha collaborato a diversi progetti paralleli.